# Copa dos Campeões Africanos da FIBA
A Copa dos Campeões Africanos da FIBA, conhecida como a Liga Africana de Basquetebol da FIBA na última temporada, foi a competição de elite do basquetebol masculino de clubes, organizado pela FIBA África e jogado pelos campeões das ligas dos países Africanos. A competição foi substituída pela Liga Africana de Basquetebol (BAL), que é coorganizada pela NBA e pela FIBA, em 2021.

## Finais
| Ano                                             | Campeão               | Placar | Finalista            |
| Copa dos Campeões Africanos da FIBA (1971-2018) |                       |        |                      |
| 1971                                            | Red Star              | 71-68  | Stade Malien         |
| 1973                                            | Hit Trésor            | 61-55  | Dial Diop            |
| 1975                                            | AS Forces Armées      | 78-69  | Al Zamalek           |
| 1976                                            | Hit Trésor            | 89-76  | Al Zamalek           |
| 1979                                            | AS Forces Armées      | 77-75  | Camair               |
| 1981                                            | AS Forces Armées      | 63-49  | ASEC Mimosas         |
| 1985                                            | C.D. Maxaquene        | 89-62  | AS Police            |
| 1987                                            | Al-Ittihad Alexandria | 78-67  | Primeiro de Agosto   |
| 1989                                            | ASEC Mimosas          | 71-63  | Stade Malien         |
| 1991                                            | ASC Jeanne d'Arc      | 69-64  | ONCPB                |
| 1992                                            | Al Zamalek            | 83-75  | SC Jeanne d'Arc      |
| 1994                                            | Al Gezira             | 66-59  | Petro de Luanda      |
| 1996                                            | Al Gezira             | 83–76  | URC                  |
| 1998                                            | MAS Fez               | 72–63  | Al Zamalek           |
| 2000                                            | ASEC Mimosas          | 63–61  | Petro de Luanda      |
| 2002                                            | Primeiro de Agosto    | 69–60  | ASEC Mimosas         |
| 2004                                            | Primeiro de Agosto    | 71–53  | Abidjan Basket Club  |
| 2005                                            | Abidjan Basket Club   | 67–66  | Interclube           |
| 2006                                            | Petro de Luanda       | 76–71  | Primeiro de Agosto   |
| 2007                                            | Primeiro de Agosto    | 61–53  | Petro de Luanda      |
| 2008                                            | Primeiro de Agosto    | 57–54  | Étoile du Sahel      |
| 2009                                            | Primeiro de Agosto    | 88–64  | Petro de Luanda      |
| 2010                                            | Primeiro de Agosto    | 73–41  | Condor Yaoundé       |
| 2011                                            | Étoile du Sahel       | 82–60  | Primeiro de Agosto   |
| 2012                                            | Primeiro de Agosto    | 80–69  | Étoile du Sahel      |
| 2013                                            | Primeiro de Agosto    | 68–61  | Étoile du Sahel      |
| 2014                                            | Recreativo do Libolo  | 86–68  | Étoile de Radès      |
| 2015                                            | Petro de Luanda       | 89–75  | Recreativo do Libolo |
| 2016                                            | Al Ahly SC            | 68-66  | Recreativo do Libolo |
| 2017                                            | ASS Salé              | 77-69  | Étoile de Radès      |
| Liga Africana de Basquetebol da FIBA (2019)     |                       |        |                      |
| 2019                                            | Primeiro de Agosto    | 83-71  | ASS Salé             |

## Vencedores por país
| Ranking | País                      | Títulos | Finalista | Terceiro Lugar | Total de Finais |
| ------- | ------------------------- | ------- | --------- | -------------- | --------------- |
| 1       | Angola                    | 12      | 11        | 5              | 23              |
| 2       | Egito                     | 5       | 4         | 5              | 9               |
| 3       | Senegal                   | 5       | 4         | 1              | 9               |
| 4       | Costa do Marfim           | 3       | 3         | 2              | 6               |
| 5       | República Centro-Africana | 3       | 0         | 3              | 3               |
| 6       | Marrocos                  | 2       | 1         | 4              | 3               |
| 7       | Tunísia                   | 1       | 4         | 2              | 5               |
| 8       | Moçambique                | 1       | 0         | 1              | 1               |